# Anna Page Scott

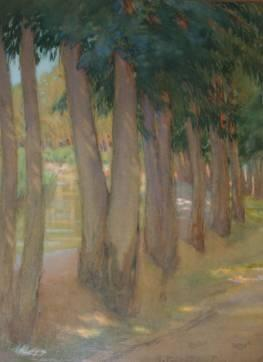
Passeio de Eucalipto

Anna Page Scott (1863-1925) foi uma pintora e educadora impressionista norte-americana.

## Biografia
Scott nasceu em Dubuque, Iowa, no dia 13 de outubro de 1863. Ela estudou na Escola do Instituto de Arte de Chicago, na Academia de Belas Artes da Pensilvânia e na Académie Colarossi. Por volta de 1890 Scott estabeleceu-se em Nova York, onde trabalhou como ilustradora para a Century Publishing Company. Em 1897, mudou-se para Rochester, Nova York, onde iniciou a sua carreira docente no Mechanics Institute . Scott ensinou lá até 1913.
Scott faleceu no dia 13 de outubro de 1925, em Dubuque.

## Legado
Scott foi incluída na exposição itinerante de 2016 Rebels With a Cause: American Impressionist Women.